# Kuba v času Fidela Castra
Kuba je v času vladanja Fidela Castra doživela velike spremembe, ki so bile deležne velike pozornosti. Castro in njegova revolucionarna skupina sta strmoglavila vlado Fulgencia Batiste in Batista prisilila, da je 1. januarja 1959 pobegnil s Kube. Konec leta 1976 je Castro uradno postal predsednik Kube, in sicer formalno na novoustanovljeni funkciji predsednika Državnega sveta, ki jo je obdržal vse do leta 2008, ko je to funkcijo predal mlajšemu bratu Raúlu Castru. Njegova mnenja pa so bila še naprej vpeta v delovanje kubanske vlade.         
Vlada Fidela Castra je bila med letoma 1962 in 1992 uradno ateistična. Njegovo trdno prepričanje v komunizem in kritika drugih mednarodnih osebnosti ter uvedene gospodarske in družbene spremembe so pritegnili pozornost svetovne javnosti. Kuba je pod Castrovo upravo postala ključni element v boju hladne vojne med ZDA in Sovjetski zvezi in zavezniki obeh strani. Dogodki, kot je bila spodletela ameriška invazija v Prašičjem zalivu aprila 1961, ki ni uspela strmoglaviti Castrove vlade, so pritegnile pozornost zgodovinarjev in učenjakov po vsem svetu.

## Castrovo vladanje na Kubi

### Zgodnja leta
Fidel Castro je uradno postal voditelj Kube 16. februarja 1959, ko je najprej postal predsednik kubanske vlade. Čeprav je spočetka zavračal, da bi se njegova vlada opredeljevala kot socialistična, in je večkrat zanikal, da je komunist, je na pomembne funkcije v vladi in vojski postavil več zagovornikov marksizma-leninizma. 
Castro je s pomočjo radia in televizije razvil »dialog z ljudmi«, postavljal vprašanja in dajal provokativne izjave. Njegov režim je ostal priljubljen pri delavcih, kmetih in študentih, ki so predstavljali večino prebivalstva države, medtem ko je opozicija prihajala predvsem iz srednjega razreda. Na tisoče zdravnikov, inženirjev in drugih strokovnjakov je zaradi slabih življenjskih razmer pobegnilo s Kube na Florido v ZDA, kar je povzročilo beg možganov in slabo vplivalo na kubansko gospodarstvo. Castro je prevzel nadzor nad oblastjo. Politično nasprotovanje ni bilo dovoljeno. Cenzura informacij je bila zelo obsežna, neodvisne medije pa so zatirali. Kubanska tajna policija, ki je bila ustanovljena na Castrovo pobudo, je aretirala in zapirala politične nasprotnike v razna koncentracijska taborišča za prisilno delo. Castrova komunistična vlada je zatirala opozicijo in zaprla tudi na stotine kontrarevolucionarjev. Politične nasprotnike so ubijali po doktrini Che Guevare. Za Castrovo vladanje je bilo značilno, da so bili zaporniki v kubanskih koncentracijskih taboriščih deležni sistematičnega mučenja, od pretepanja do bioloških procesov, ki so vključevali prehranske omejitve, zastrupljanja in nasilna zasliševanja.
Po nacionalizaciji pridelave nafte, tovarn sladkorja in elektrarn, so nasprotovanja med ZDA in Kubo so naraščala. Leta 1960 so ZDA prenehale kupovati kubanski sladkor in uvedle embargo zoper Kubo. Odnosi so dosegli krizno točko leta 1961, ko je CIA izvedla napad na Prašičji Zaliv. Takrat je CIA želela z invazijo kubanskih izseljencev na Prašičji Zaliv izpodriniti vlado Castra, vendar je bil njihov napad neuspešen. Castro je nato na skrivaj dovolil Sovjetom zgraditi prostore za jedrske rakete na Kubi. To je oktobra 1962 pripeljalo do kubanske raketne krize, ki je skoraj sprožila vojno med ZDA in Sovjetsko zvezo. Po koncu kubanske raketne krize so odnosi med Kubo in Sovjetsko zvezo postali zelo napeti. Izboljšali so se šele leta 1964, ko je bil z oblasti odstavljen Nikita Hruščov in je vodenje Sovjetske zveze prevzel Leonid Brežnjev.
Januarja 1969 se je Castro udeležil praznovanja desete obletnice svoje administracije na Trgu revolucije in izkoristil priložnost, da je zbrane množice vprašal, ali bi tolerirali zmanjšane obroke sladkorja, kar je odražalo gospodarske težave v državi. Večino pridelka sladkorja so pošiljali v Sovjetsko zvezo, toda pridelek leta 1969 je gospodarstvo močno prizadel; vlada je preložila novoletne praznike 1969–1970, da bi podaljšala letino. Vpoklicali so vojsko, pridružili pa so se Castro in več drugih ministrov in tujih diplomatov. Država kljub temu ni dosegla dovolj za proizvodnjo sladkorja tistega leta. Castro je javno ponudil odstop, vendar je zbrana množica to idejo zavrnila. Kljub gospodarskim težavam Kube so številne Castrove socialne reforme ostale priljubljene, saj je prebivalstvo v veliki meri podpiralo "dosežke revolucije" na področju izobraževanja, zdravstvene oskrbe in gradnje cest, pa tudi vladno politiko "neposredne demokracije". Kuba se je obrnila na Sovjete po gospodarsko pomoč in od leta 1970 do 1972 so sovjetski ekonomisti ponovno načrtovali in organizirali kubansko gospodarstvo, pri čemer so ustanovili kubansko-sovjetsko komisijo za ekonomsko, znanstveno in tehnično sodelovanje, medtem ko je sovjetski premier Aleksej Kosigin obiskal Kubo leta 1971. Julija 1972 se je Kuba pridružila Svetu za vzajemno ekonomsko pomoč (COMECON), gospodarski organizaciji socialističnih držav, čeprav je to kubansko gospodarstvo dodatno omejilo na ravni kmetijske proizvodnje.
V času Castrovega vladanja je Kuba prejemala veliko ekonomsko pomoč s strani Sovjetske zveze. Leta 1974 je Kuba doživela gospodarski vzpon, predvsem zaradi visokih mednarodnih cen sladkorja, nanjo pa so vplivali tudi novi trgovinski krediti s Kanado, Argentino in delom Zahodne Evrope. Številne latinskoameriške države so začele pozivati k ponovnemu sprejemu Kube v Organizacijo ameriških držav (OAS). Kubanska vlada je sklicala prvi nacionalni kongres kubanske komunistične partije in s tem uradno razglasila Kubo za socialistično državo. Sprejela je novo ustavo po sovjetskem vzoru, ukinila položaj predsednika republike in predsednika vlade. Castro je prevzel predsedovanje novoustanovljenemu Državnemu svetu in Svetu ministrov, s čimer je postal tako vodja države kot tudi neposredne izvršilne oblasti (vlade).

### Predsedstvo (1976–2008)
Fidel Castro je bil predsednik (državni poglavar) Kube od svoje zaprisege leta 1976 do njegovega odstopa leta 2008. V tem času je Kubo vpletel v sodelovanja v številne vojne v tujini, vključno z angolsko državljansko vojno, državljansko vojno v Mozambiku, vojno v Ogadenu, pa tudi latinskoameriške revolucije. Castro se je kot predsednik Kube soočal tudi z drugimi težavami, na primer z gospodarsko krizo, ki se je zgodila v času Ronalda Reagana, pa tudi s poslabšanjem odnosov med Sovjetsko zvezo in Kubo zaradi Glastnosti in perestrojke (1985-1989), ki jih je izvedel Mihail Gorbačov. V začetku devetdesetih letih dvajsetega stoletja je Castro vodil Kubo v obdobju gospodarske krize, znane kot posebno obdobje. V tem desetletju je Castro izvedel veliko sprememb v kubanskem gospodarstvu. Castro je zaradi umika sovjetske podpore reformiral kubanski socializem. Kasneje je Kuba prejela pomoč od venezuelskega predsednika Huga Cháveza v obdobju, znanem kot obdobje roza plime (2000-2006). 31. julija 2006 je Castro zaradi zdravstvenih razlogov svoje predsedstvo Kube predal svojemu bratu Raúlu. Castro je nato 18. februarja 2008 objavil pismo, v katerem je navedel popoln odstop s položaja predsednika državnega sveta ter poveljnika in načelnika na sejah državnega zbora, kar je bilo potrjeno 24. februarja. 

### Poznejša leta
Med letoma 1970 in 1980 se je Castro uveljavil kot eden izmed voditeljev gibanja neuvrščenih, kljub njegovim očitnim zvezam s Sovjetsko zvezo. Vendar pa je konec sovjetske pomoči leta 1991, zaradi razpada Sovjetske zveze, privedel do nadaljevanja gospodarske krize na Kubi. Nekaj tujih naložb je bilo sicer dovoljenih, zlasti v turizmu. Takrat je denar, ki so ga izgnani Kubanci pošiljali domov, postal ključnega pomena.
Castro je leta 1992 Kubo razglasil za ateistično državo, v skladu z načeli komunizma, s čimer je popolnoma prepovedal vsa verska obeleževanja. Gospodarske stiske pa so vseeno mnoge Kubance pripeljale do zatekanja k verui, tako v obliki rimskega katolicizma kot sinkretične vere Santeria. Čeprav je dolgo časa menil, da versko prepričanje škoduje ljudem, pa je Castro zmanjšal svoje sovraštvo do cerkve in verskih institucij. Prepoznal je psihološko udobje, ki ga lahko prinese, in vernikom je bilo prvič dovoljeno, da so se lahko pridružili komunistični partiji. Čeprav je na Rimskokatoliško cerkev gledal kot na reakcionarno, prokapitalistično institucijo, se je Castro odločil organizirati obisk papeža Janeza Pavla II. na Kubi, ki je bil organiziran januarja 1998; na koncu je okrepil nadzor nad cerkvijo in verskimi institucijami s strani svoje vlade.
V zgodnjih devetdesetih letih dvajsetega stoletja je Castro sprejel okoljevarstvene ukrepe, se boril proti zapravljanju naravnih virov in globalnemu segrevanju ter obtožil ZDA, da so glavni svetovni onesnaževalec. Okoljske politike njegove vlade so se izkazale za zelo učinkovite; do leta 2006 je bila Kuba edina država na svetu, ki je izpolnjevala definicijo trajnostnega razvoja WWF, z ekološkim odtisom manj kot 1,8 hektarja na prebivalca in indeksom človekovega razvoja nad 0,8 za leto 2007. Podobno je Castro postal tudi zagovornik antiglobalizacijskega gibanja. Kritiziral je globalno hegemonijo ZDA in nadzor, ki ga izvajajo multinacionalke. Castro je ohranil tudi svoja verna prepričanja proti apartheidu in na praznovanju 26. julija leta 1991 se je Castru na odru pridružil južnoafriškemu političnemu aktivistu Nelsonu Mandelu, ki je bil pred kratkim izpuščen iz zapora. Mandela je pozneje pohvalil sodelovanje Kube v boju proti Južni Afriki v Angoli in se osebno zahvalil Castru. Kasneje se je udeležil Mandeline predsedniške inavguracije leta 1994. Leta 2001 se je udeležil konference proti rasizmu v Južni Afriki, na kateri je predaval o globalnem širjenju rasnih stereotipov skozi ameriški film.
Castro je izrazil solidarnost z ZDA po terorističnih napadih 11. septembra 2001 ter obsodil Al-Kaido in ponudil kubanska letališča za preusmeritev v sili vseh ameriških letal. Priznal je, da bi napadi naredili zunanjo politiko ZDA bolj agresivno, kar je bilo po njegovem mnenju kontraproduktivno.

### Predaja kubanske oblasti Raúlu Castru
31. julija 2006 je Castro vsa svoja predsedniška dela predal svojemu bratu Raúlu; predaja oblasti je bila opisana kot začasen ukrep, medtem ko je Fidel okreval po operaciji zaradi "akutne črevesne bolezni s trajno krvavitvijo". Konec februarja 2007 se je Fidel oglasil v radijski oddaji Aló Presidente Huga Cháveza, aprila pa je Chávez novinarjem povedal, da je Castro skoraj popolnoma ozdravel. 21. aprila se je Castro srečal z Wujem Guanzhengom iz odpora kitajske komunistične partije, pri čemer je bil Chávez na obisku avgusta. Kot komentar Castrovega okrevanja je predsednik ZDA George W. Bush dejal: "Nekega dne bo dobri Gospod odpeljal Fidela Castra."  Ko je slišal za to, je ateist Castro ironično odgovoril: "Zdaj razumem, zakaj sem preživel Busheve načrte in načrte drugih predsednikov, ki so naročili moj atentat: dobri Gospod me je zaščitil." Citat so pozneje povzeli svetovni mediji.
V pismu z dne 18. februarja 2008 je Castro sporočil, da ne bo sprejel položajev predsednika državnega sveta in vrhovnega poveljnika na zasedanjih državnega zbora 24. februarja, v katerem je navedel, da je bilo njegovo zdravstveno stanje glavni vzrok, da ne bo več opravljal funkcije predsednika države. Državni zbor ljudske oblasti je 24. februarja 2008 z večino izvolil Raúla za predsednika Kube. Raúl je svojega brata opisal kot "nezamenljivega", zato je predlagal, da se s Fidelom še naprej posvetuje o zadevah velikega pomena, predlog, ki ga je soglasno potrdilo 597 poslancev državnega zbora. 

## Pogledi na Castrovo vladanje
Po informacijah politologov je Fidel Castro vladal enostrankarskemu avtoritarnemu režimu na Kubi in je pri tem imel popoln nadzor nad oblastjo, saj politična nasprotovanja niso bila dovoljena. Različne zahodne vlade in organizacije za človekove pravice so močno kritizirale Castrovo vladanje na Kubi. Po njegovi smrti leta 2016 ga je novoizvoljeni ameriški predsednik Donald Trump označil za enega najbolj hudobnih diktatorjev vseh časov, medtem ko ga je izgnani kubansko-ameriški politik in pisatelj Marco Rubio označil za zlobnega in morilskega diktatorja, ki je Kubo spremenil v izoliran otoški zapor z uničenim gospodarstvom. Publicist Balfour je Castrovo vladanje na Kubi označil za totalitarno in izjavil, da se Castrovo vladanje lahko primerja z vladanjem drugih totalitarnih diktatorjev, kot so npr. Mao Cetung, Josif Stalin, Adolf Hitler, Benito Mussolini in Hideki Todžo.